# The Good Wife
Pour les articles homonymes, voir Une femme exemplaire.
The Good Wife (ou Une femme exemplaire au Québec) est une série télévisée américaine en 156 épisodes de 43 minutes créée par Robert et Michelle King et diffusée entre le 22 septembre 2009 et le 8 mai 2016 sur le réseau CBS et sur le réseau Global au Canada.
Au Québec, les deux premières saisons ont été diffusées depuis le 1er septembre 2010 sur V puis les saisons suivantes à partir du 29 août 2013 sur Séries+, en Suisse, depuis le 5 novembre 2010 sur TSR1, en France, à partir du 3 février 2011 sur M6 (saisons 1-3)[réf. nécessaire] en VM puis intégralement diffusée à partir du 1er avril 2012 sur Téva, dès le 26 novembre 2014 sur 6ter et sur Chérie 25 depuis le 5 octobre 2020 et en Belgique, depuis le 4 février 2011 sur RTL-TVI.
Depuis juillet 2022, l’intégralité de la série est disponible sur la plateforme gratuite 6Play.

## Synopsis
Après le scandale suscité par l'infidélité et la corruption de son mari, procureur de Chicago, Alicia Florrick doit chercher un travail pour subvenir aux besoins de ses enfants. Elle se fait alors embaucher en tant qu'avocate dans un cabinet réputé de Chicago et doit faire ses preuves malgré – et à cause de – la réputation de son mari.

## Distribution

### Acteurs principaux
- Julianna Margulies (VF : Hélène Chanson) : Alicia Florrick
- Matt Czuchry (VF : Sébastien Desjours) : Cary Agos
- Makenzie Vega (VF : Leslie Lipkins) : Grace Florrick
- Christine Baranski (VF : Pauline Larrieu) : Diane Lockhart
- Chris Noth (VF : Gabriel Le Doze) : Peter Florrick
- Josh Charles (VF : Cyrille Monge) : Will Gardner (saisons 1 à 5, invité saisons 6 et 7)
- Graham Phillips (VF : Maxime Baudoin) : Zach Florrick (principal saisons 1 à 5, récurrent saisons 6 et 7)
- Archie Panjabi (VF : Karine Texier) : Kalinda Sharma (saisons 1 à 6)
- Alan Cumming (VF : Pierre Tessier) : Eli Gold (récurrent saison 1, principal depuis la saison 2)
- Zach Grenier (VF : Denis Boileau) : David Lee (récurrent saisons 1 à 4, principal depuis la saison 5)
- Matthew Goode (VF : Franck Monsigny) : Finn Polmar (saisons 5 et 6)
- Jeffrey Dean Morgan (VF : Jérémie Covillault) : Jason Crouse (saison 7)
- Cush Jumbo (VF : Anne Mathot) : Lucca Quinn (saison 7)

Photos des acteurs principaux
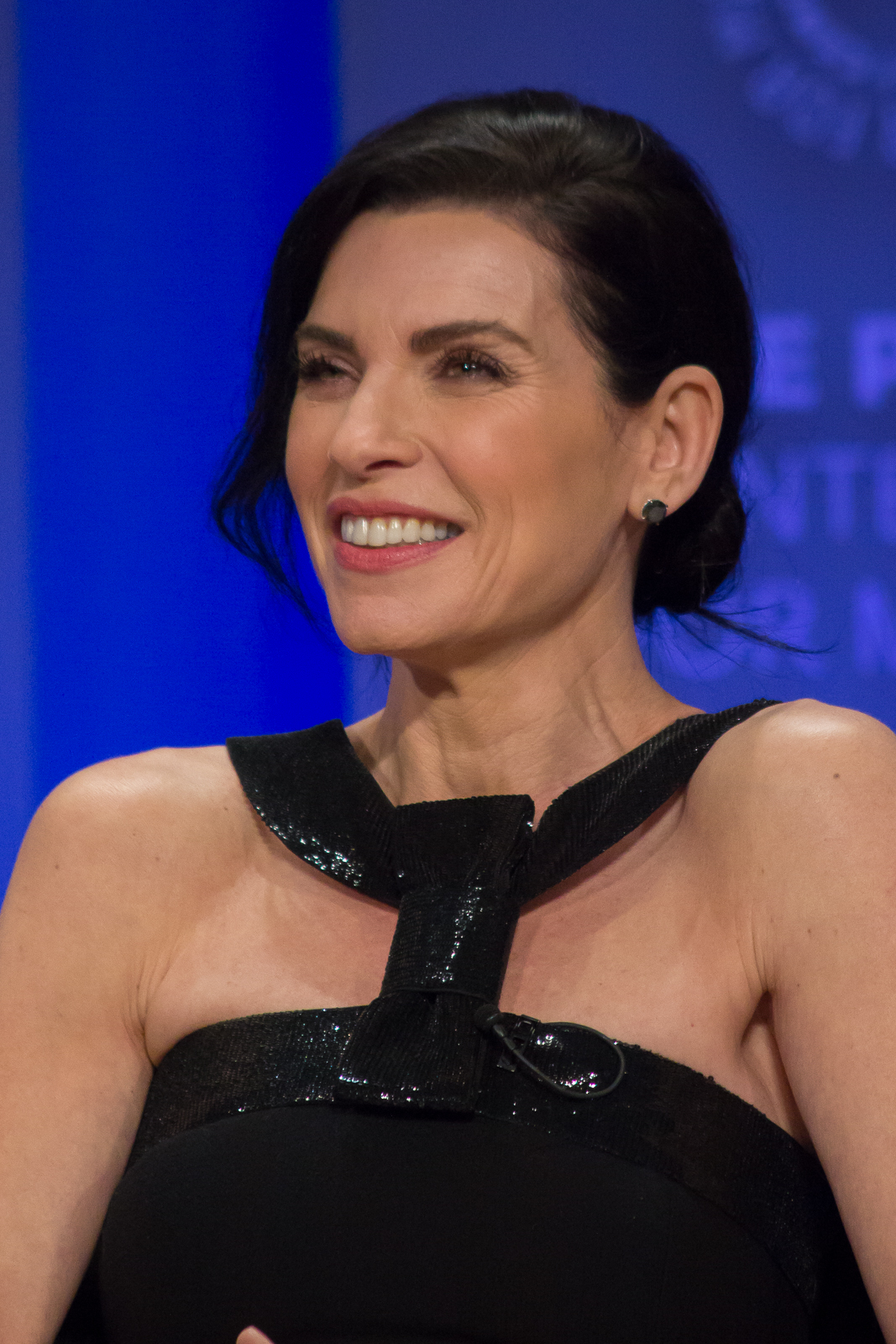
Julianna Margulies dans le rôle de Alicia Florrick
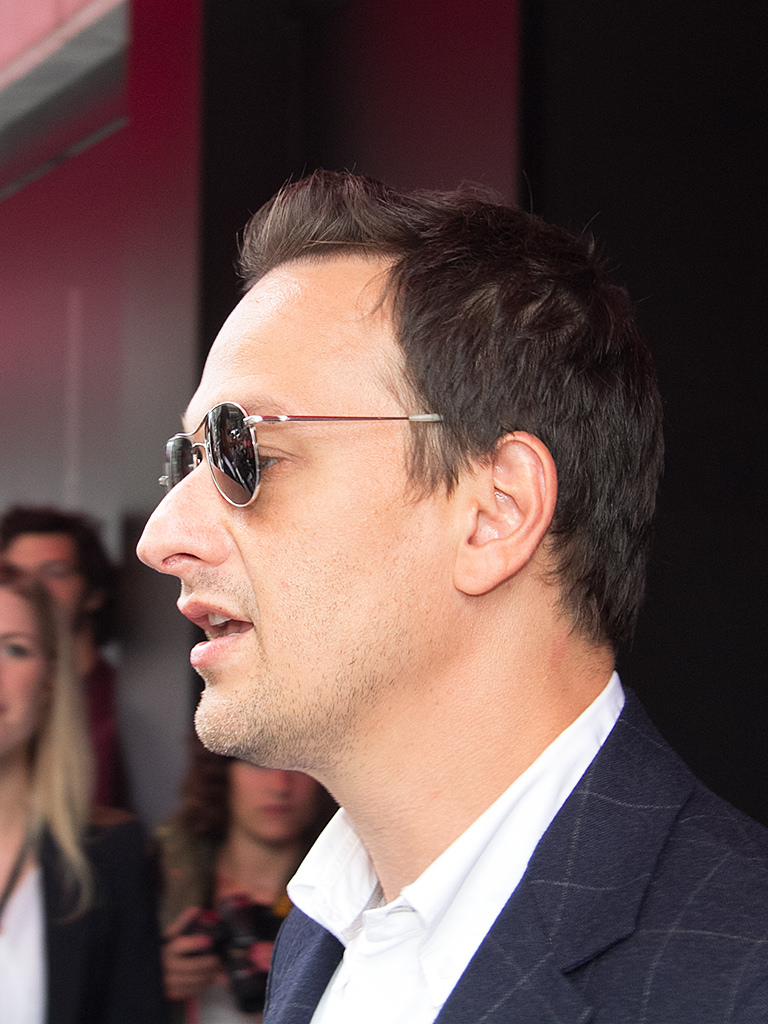
Josh Charles dans le rôle de Will Gardner
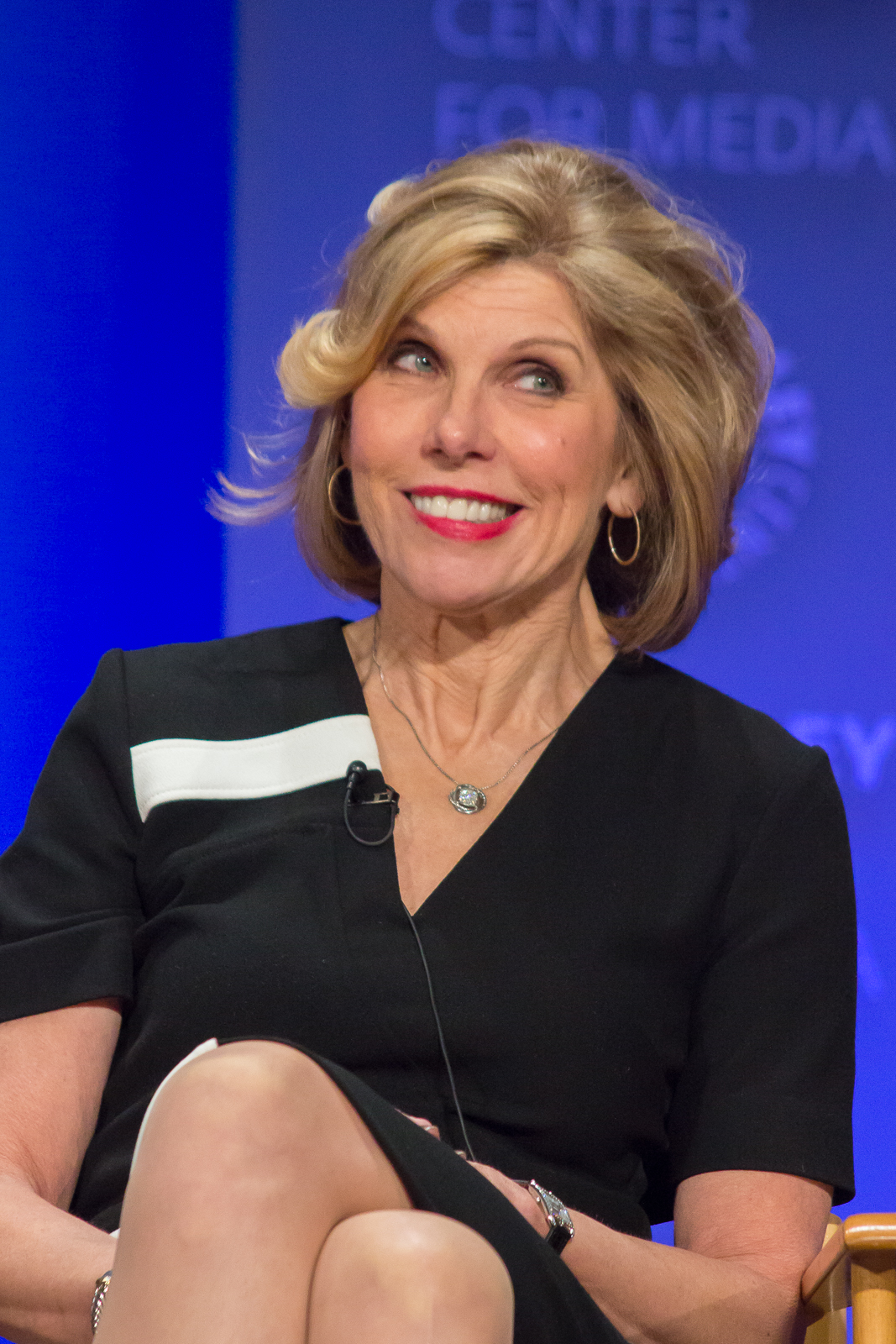
Christine Baranski dans le rôle de Diane Lockhart
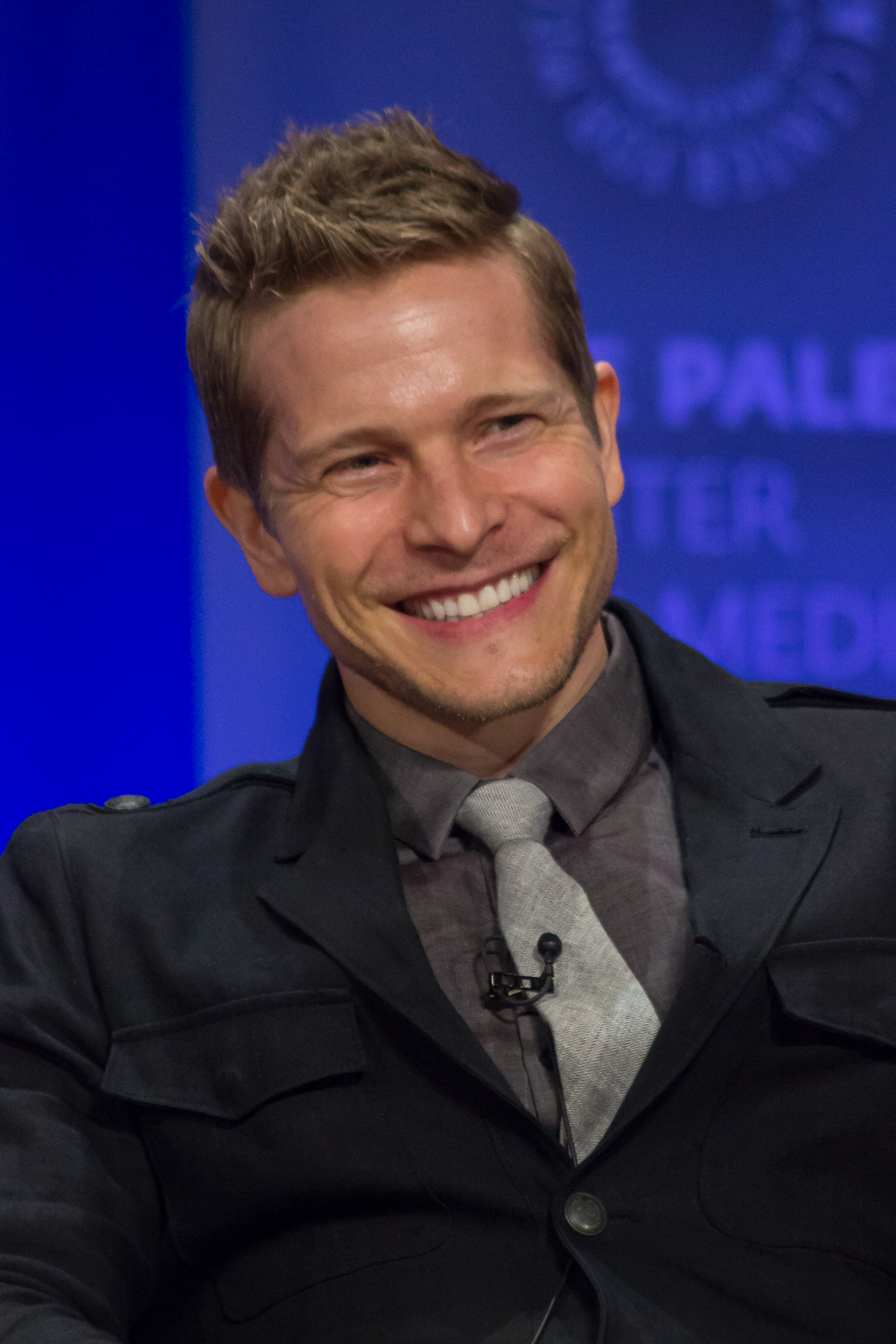
Matt Czuchry dans le rôle de Cary Agos
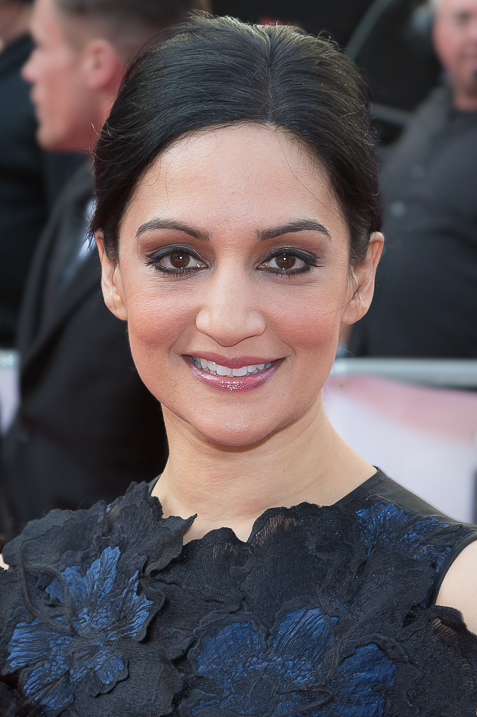
Archie Panjabi dans le rôle de Kalinda Sharma
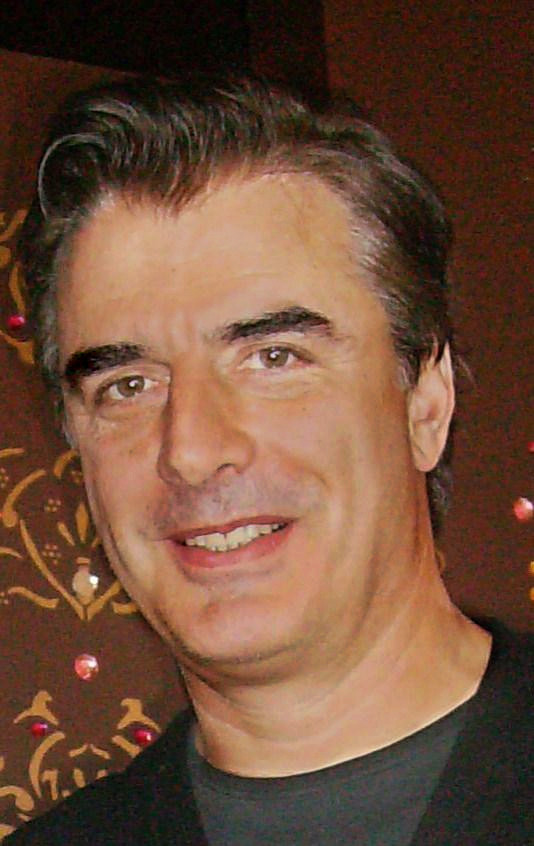
Chris Noth dans le rôle de Peter Florrick
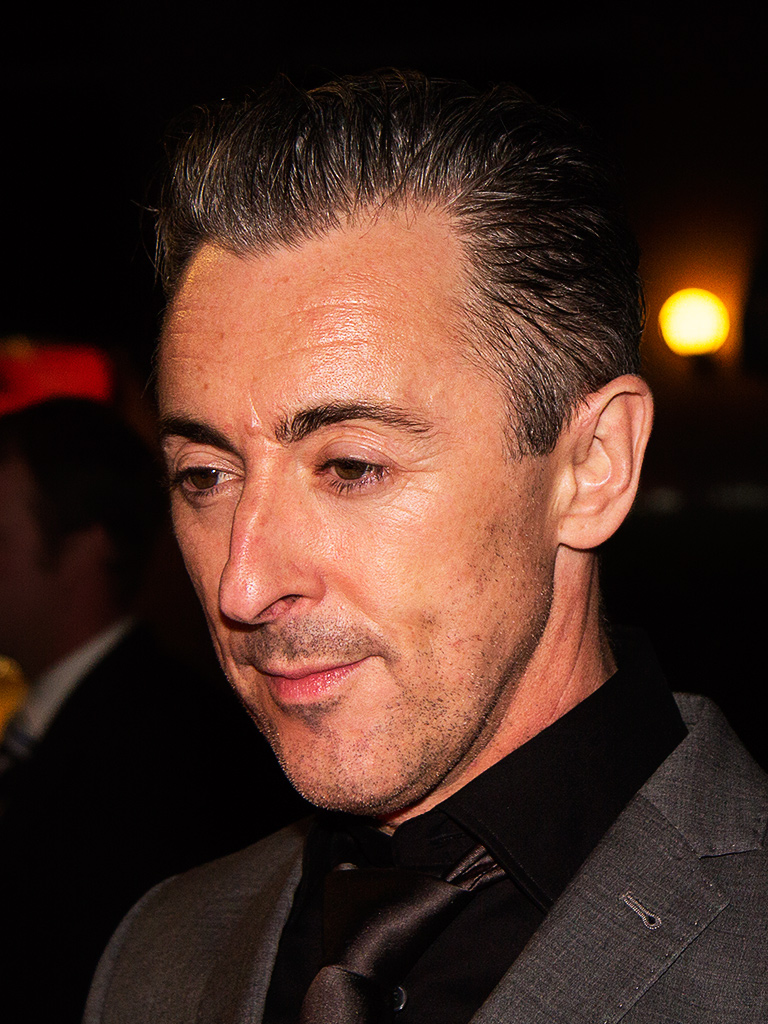
Alan Cumming dans le rôle de Eli Gold

Photos d'acteurs
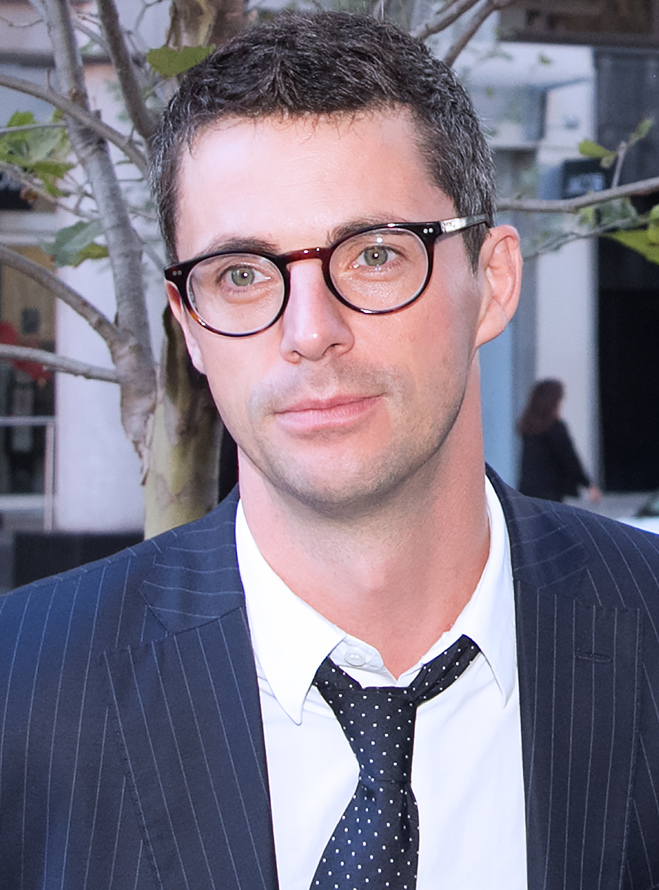
Matthew Goode dans le rôle de Finn Polmar (saison 5 et 6)
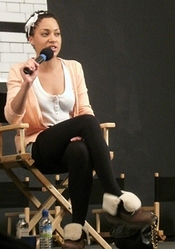
Cush Jumbo dans le rôle de Lucca Quinn (saison 7)
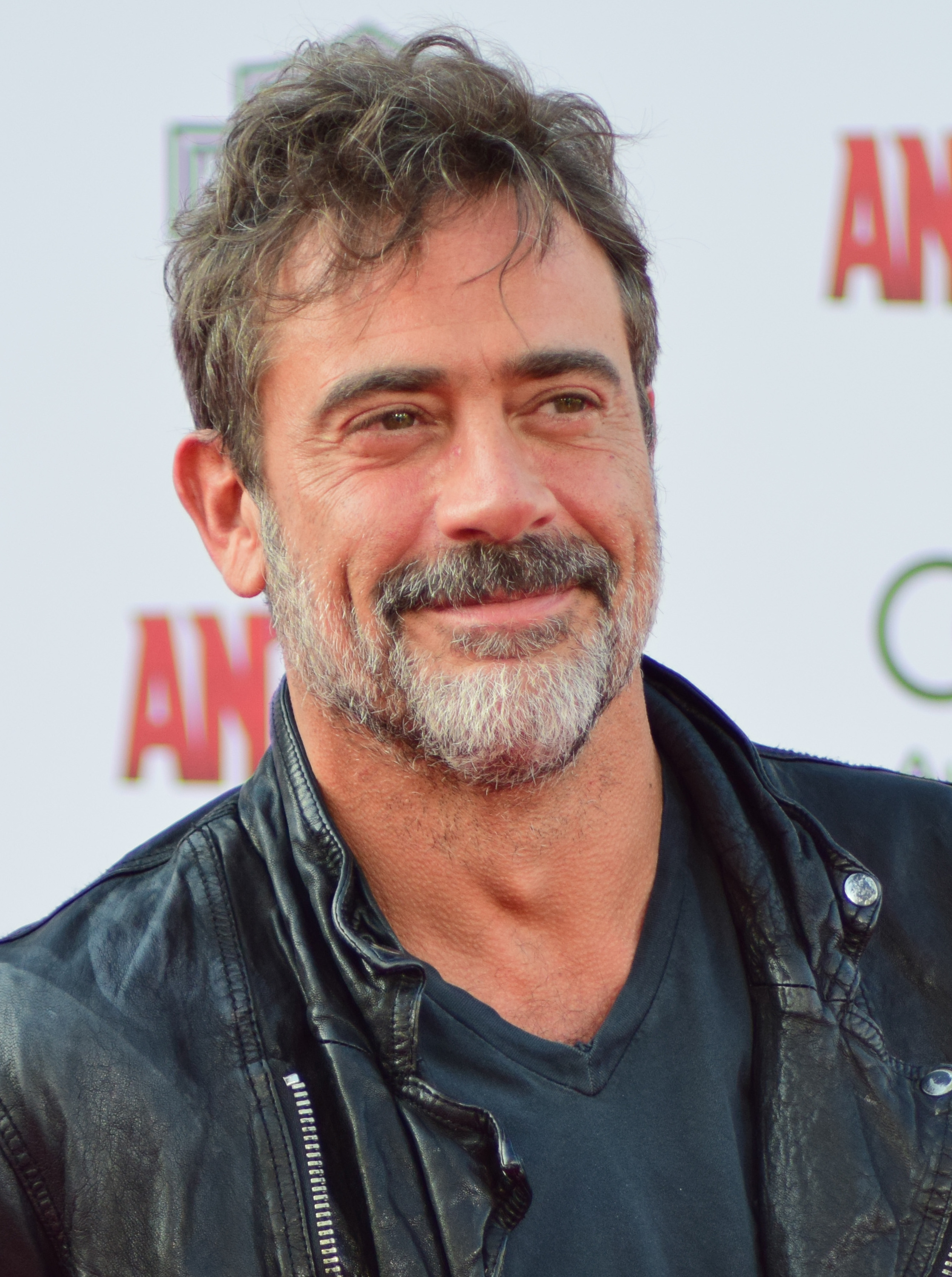
Jeffrey Dean Morgan dans le rôle de Jason Crouse (saison 7)

### Acteurs récurrents

#### Entourage d'Alicia
- Mary Beth Peil (VF : Arlette Thomas (1re voix, saison 1), Anne-Marie Haudebourg (2e voix, saison 1) puis Monique Martial (3e voix fin saison 1 à -)) : Jackie Florrick, mère de Peter
- Dreama Walker (VF : Pamela Ravassard) : Becca, amie de Zach (saisons 1 et 2)
- Paulina Gerzon (VF : Audrey Botbol) : Shannon Vargas, amie de Grace (saisons 1 à 3)

- Rachel Hilson (VF : Adeline Chetail) : Nisa, la petite amie de Zach (saisons 2, 3 et 4)

- Dallas Roberts (VF : Jérôme Berthoud) : Owen, le frère d'Alicia (saisons 2, 3, 4,5 et 6)

- Stockard Channing (VF : Julie Carli) : Veronica Loy, la mère d'Alicia (saisons 4 et 5)

#### Juges
- Ana Gasteyer (VF : Sophie Gormezzano) : le juge Patrice Lessner (saisons 1, 2 et 4)
- David Fonteno (VF : François Barbin) : le juge Robert Parks (saisons 1, 2, 3, 6 et 7)

- Peter Riegert (VF : Hervé Caradec) : le juge Harvey Winter (saisons 1 et 3)

- Denis O'Hare (VF : Nicolas Marié) : le juge Charles Abernathy (saisons 1, 2, 3, 4, 6 et 7)

- David Paymer (VF : Jean-Luc Kayser) : le juge Richard Cuesta (saisons 1, 2 et 3)

- Joanna Gleason (VF : Pascale Jacquemont) : le juge Carmella Romano (saisons 1 et 3)

- Kate Burton (VF : Évelyne Grandjean) : le juge Adler (saisons 1 à 3)
- Linda Emond (VF : Hélène Otternaud) : Leora Kuhn, juge militaire (saisons 2, 3 et 4)
- Bebe Neuwirth (VF : Caroline Beaune) : le juge Claudia Friend (saisons 3 et 4)
- Kurt Fuller (VF : Michel Prud'homme) : le juge Peter Dunaway (saisons 3 et 4)
- Jeffrey DeMunn (VF : Frédéric Cerdal) : le juge Ryvlan (saison 4)
- Dominic Chianese (VF : Jean-Francois Laley) : le juge Michael Marx (saisons 4, 5 et 7)
- Jeffrey Tambor : le juge George Kluger (saison 5)

- Christopher McDonald (VF : Jean-Louis Faure) : le juge Don Schakowsky (saison 7)

#### Avocats et procureurs
- Titus Welliver (VF : Jean-Louis Faure) : Glenn Childs, procureur remplaçant de Peter (saisons 1 à 3)

- Michael Boatman (VF : Olivier Destrez) : Julius Cain, avocat au service contentieux (saisons 1 à 3)
- Chris Butler (VF : Christophe Peyroux) : Matan Brody, avocat au bureau du procureur (saisons 1 à 4)

- Renée Elise Goldsberry (VF : Audrey Sablé) : Geneva Pine, avocate au bureau du procureur (saisons 1 à 4)

- Jason Butler Harner : William Ericcson, avocat au bureau du procureur (saisons 1 et 2)

- Carrie Preston (VF : Véronique Alycia) : Elsbeth Tascioni, avocate de Peter, d'Alicia, de Will et d'Eli (saisons 1, 3 à 7)

- Mamie Gummer (VF : Dorothée Pousséo) : Nancy Crozier, avocate (saisons 1 à 5)

- Martha Plimpton (VF : Laure Sabardin) : Patti Nyholm, avocate (saisons 1 à 4)

- Joe Morton (VF : Jean-Paul Pitolin) : Daniel Golden, avocat de Peter (saison 1)

- Emily Bergl (VF : Valérie Nosrée) : Bree, avocate au service aide juridictionnelle (saison 1)

- Kevin Conway (VF : Patrick Messe) : Jonas Stern, ancien associé (saisons 1 et 2)

- Michael Ealy (VF : Daniel Lobé) : Derrick Bond, ancien associé (saison 2)

- Jerry Adler (VF : Michel Ruhl) : Howard Lyman, associé fondateur (saisons 2 à 7)

- Michael J. Fox (VF : Luq Hamet) : Louis Canning, avocat (saisons 2 à 7) (Spécial Guest Star)
- Rita Wilson (VF : Emmanuelle Bondeville) : Viola Walsh, avocate (saisons 2 à 6)

- Edward Herrmann (VF : Bernard Demory) : Lionel Greenfield, avocat (saisons 2 à 4)
- F. Murray Abraham (VF : Pierre Dourlens) : Burl Preston, avocat (saisons 2 à 4)
- Romany Malco (VF : David Kruger) : Justin Coyne, avocat (saison 3)
- Lisa Edelstein (VF : Frédérique Tirmont) : Celeste Serrano, avocate et ex de Will (saison 3)

- Anna Camp (VF : Karine Foviau) : Caitlin D'Arcy, avocate et nièce de David Lee (saison 3)

- Monica Raymund (VF : Sophie Riffont) : Dana Lodge, avocate au bureau du procureur et petite amie de Cary (saison 3)

- Amanda Peet (VF : Julie Dumas) : Laura Hellinger, avocate au sein de l'armée puis au bureau du procureur (saison 4)
- Brian Dennehy (VF : Vincent Grass) : Bucky Stabler, avocat (saison 4)
- Nathan Lane (VF : Michel Dodane) : Clarke Hayden, administrateur puis avocat chez Florrick - Agos & associés (saison 4 et 5)

- Kyle MacLachlan (VF : Patrick Poivey) : Josh Perotti, procureur fédéral (invité récurrent saisons 4 et 6)

- Jason O'Mara (VF : Guillaume Lebon) : Damian Boyle, avocat (saison 5)

- Ben Rappaport (VF : Thierry D'Armor) : Carey Zepps, avocat (saison 5)

- Jill Hennessy (VF : Françoise Cadol) : Rayna Hecht, avocate (saison 5 et 6)
- Connie Nielsen (VF : Marie-Ève Dufresne) : Ramona Lytton, avocate (saison 6)

#### Policiers et enquêteurs
- Jill Flint (VF : Véronique Desmadryl) : Lana Delaney, agent au FBI (saisons 1 à 6)

- James Carpinello (VF : Philippe Bozo) : Tony, lieutenant ami de Kalinda (saison 1)

- Scott Porter (VF : Damien Ferrette) : Blake Calamar, enquêteur (saison 2)

- Tim Guinee (VF : Pierre-François Pistorio) : Andrew Wiley, enquêteur ami de Cary (saisons 2 et 3)

- Kelli Giddish (VF : Anne Dolan) : Sophia Russo, enquêtrice amie de Kalinda (saisons 2 et 3)

- Jess Weixler (VF : Marie-Eugénie Maréchal) : Robyn Burdine, enquêtrice (saison 4 et 5)

- Charlie Pollock (VF : Frédéric Popovic) : inspecteur Gifford (récurrent saisons 5 et 6, invité saison 7)

#### Politique
- Francie Swift (VF : Catherine Cyler) : Kya Poole, directrice de communication de Peter (saison 1)

- Gbenga Akinnagbe (VF : Raphaël Cohen) : le pasteur Isaiah Easton (saisons 1 et 2)

- Sarah Steele (VF : Alexia Papineschi puis Jessica Monceau) : Marissa Gold, fille d'Eli (saisons 2, 3, 6 et 7)

- Mike Pniewski (VF : Serge Blumenthal) : Frank Landau, directeur du comité démocrate (saisons 2 à 7)

- Anika Noni Rose (VF : Fily Keita) : Wendy Scott-Carr, candidate aux fonctions de procureur (saisons 2, 3 et 4)

- Parker Posey (VF : Dominique Westberg) : Vanessa Gold, politicienne ex-femme d'Eli (saison 3)

- Amy Sedaris (VF : Patricia Legrand) : Stacie Hall, lobbyiste et amante d'Eli (saison 3)

- Matthew Perry (VF : Emmanuel Curtil) : Mike Kresteva, candidat au poste de gouverneur (saisons 3 et 4)

- Kristin Chenoweth (VF : Malvina Germain) : Peggy Byrne, journaliste (saison 4)

- Maura Tierney (VF : Laura Blanc) : Maddie Hayward, riche femme d'affaires et candidate au poste de gouverneur (saison 4)

- Miriam Shor (VF : Ivana Coppola) : Mandy Post, journaliste (saison 4)

- Liz Holtan (VF : Sarah Marot) : Indira Starr (saison 4)

- T. R. Knight (VF : Thierry Wermuth) : Jordan Karahalios, conseiller de Peter (saison 4)

- David Hyde Pierce (VF : Marc Perez) : Frank Prady (saison 6)

- David Krumholtz (VF : Xavier Béja) : Josh Mariner (saison 6)

#### Clients
- Dylan Baker (VF : Patrick Osmond) : Colin Sweeney, meurtrier (saisons 1, 3, 4 et 6)

- Mike Colter (VF : Bruno Henry) : Lemond Bishop, trafiquant de drogue (saisons 1 à 6)

- America Ferrera (VF : Marie Giraudon) : Natalie Flores, ancienne nourrice de Wendy Scott-Carr (saisons 2 et 5)

- Jason Biggs (VF : Cédric Dumond) : Dylan Stack (saisons 3 et 4)

- Hunter Parrish (VF : Donald Reignoux) : Jeffrey Grant (saison 5)

- Oliver Platt (VF : Jean-Loup Horwitz) : R.D. (saison 6)

- Will Patton (VF : Patrick Béthune) : Mike Tascioni (saison 7)

#### Autres
- Gary Cole (VF : Patrick Poivey) : Kurt McVeigh, expert en balistique et mari de Diane Lockhart

- Sonequa Martin-Green (VF : Carole Gioan) : Courtney, secrétaire d'Alicia et de Cary (saisons 1 et 2)
- Elizabeth Reaser (VF : Barbara Delsol) : Tammy Linnata, petite amie de Will (saisons 2 et 3)

- Marc Warren (VF : Vincent Ropion) : Nick Saverese, mari de Kalinda (saison 4)

- Yul Vazquez (VF : Loïc Houdré) : Cristian Romano (saison 4)

- Eric Bogosian (VF : Stefan Godin) : Nelson Dubeck (saison 5)

- Richard Masur (VF : Sylvain Lemarié) : Geoffrey Solomon (saison 6)

- Mo Rocca (en) (VF : Vincent de Bouard) : Ted Willoughby (saison 7)

Version française
  - Société de doublage : Libra Films[6],[7]
  - Direction artistique : Catherine Le Lann[6]
  - Adaptation des dialogues : Joëlle Martrenchard, Laëtitia Morfouace et Laurence Fattelay[6]

 Source et légende : version française (VF) sur RS Doublage et Doublage Séries Database

## Production

### Développement

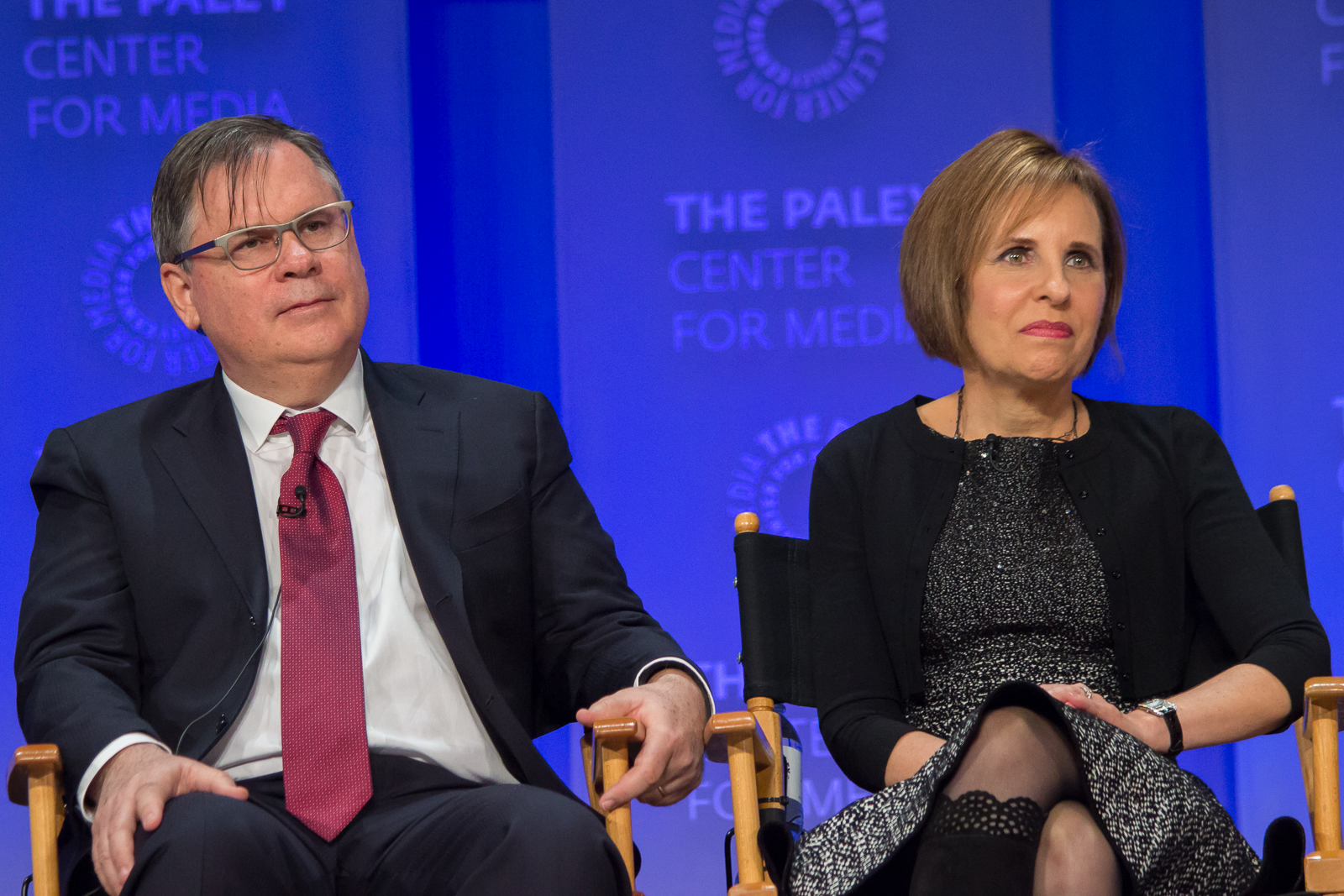
Les créateurs et principaux scénaristes, Robert et Michelle King, au PaleyFest en 2015

La série est créée par Robert King (scénariste) et Michelle King qui sont aussi les producteurs exécutifs.
Le couple de scénaristes a aussi produit la série Dernier recours (In Justice) diffusée en 2006. Scott Free Productions a aidé pour le financement de la série et Ridley Scott ainsi que David W. Zucker sont aussi crédités en tant que producteurs exécutifs,, Tony Scott l'était également avant son décès le 19 août 2012. La série est produite par Bernadette Caulfield qui a précédemment travaillé sur la série Big Love de HBO.
Le 12 janvier 2016, Robert et Michelle King ont déclaré qu'advenant le renouvellement de la série pour une huitième saison, ils ne seront pas de retour comme showrunners, n'ayant prévu que sept saisons à la série. Dix jours plus tard, Julianna Margulies déclare qu'elle non plus ne sera pas de retour. Puis le 7 février 2016 durant l'après-midi précédant le Super Bowl 50, CBS publie une promo pour les neuf derniers épisodes de la série, annulant la série. À la suite de l'annonce de l'annulation de la série à l'issue de la saison 7, CBS commande un pilote d'un spin-off nommé The Good Fight avec comme nouvelle héroïne Christine Baranski (Diane Lockhart) ainsi que Paul Guilfoyle qui rejoint la distribution du pilote.

### Casting

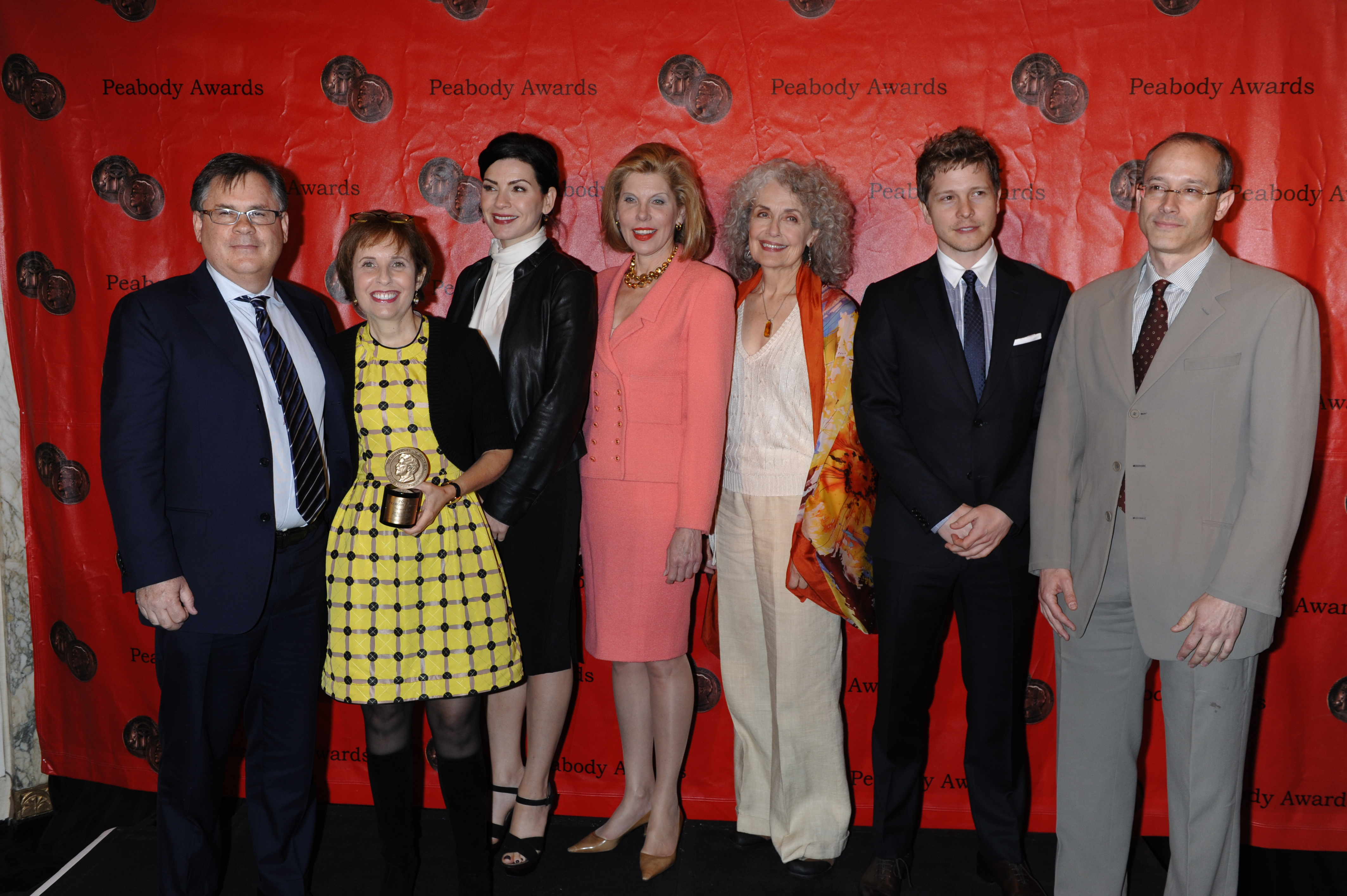
Une partie de l'équipe de la série, aux Peabody Awards 2011.

Le 5 mars 2009, Julianna Margulies a décroché le rôle principal, suivie de Matt Czuchry, Archie Panjabi, Christine Baranski et Chris Noth, Josh Charles, Graham Phillips et Makenzie Vega. Gillian Jacobs avait décroché le rôle récurrent d'assistante d'Alicia et Cary, qu'elle a quitté lorsqu'elle a été retenue pour la série Community, où elle a un rôle principal.
Alan Cumming, récurrent durant la première saison a été promu à la distribution principale à partir de la deuxième saison.
Au début de la cinquième saison, Zach Grenier, récurrent dans les saisons passées, a été promu à la distribution principale. À la suite du départ de Josh Charles, Matthew Goode a aussi été promu, jusqu'à la fin de la sixième saison.
Le 16 octobre 2014 est annoncé le départ d'Archie Panjabi, à l'issue de la saison 6. Elle était présente depuis l'épisode pilote.
Pour la septième saison, Cush Jumbo et Jeffrey Dean Morgan sont engagés.

### Diffusion internationale
| Pays/région            | Depuis                                       | Titre                                                  | Chaîne(s)                                        |
| ---------------------- | -------------------------------------------- | ------------------------------------------------------ | ------------------------------------------------ |
| Afrique du Sud         | février 2010                                 |                                                        | M-Net SABC 3                                     |
| Allemagne              | 31 mars 2010                                 |                                                        | ProSieben Kabel 1                                |
| Arabie saoudite        | 19 janvier 2010                              |                                                        | MBC4 MBC Persia                                  |
| Argentine              |                                              | The Good Wife                                          | Universal Channel                                |
| Australie              | 8 février 2010                               | The Good Wife                                          | Network Ten                                      |
| Belgique               | 4 février 2011                               | The Good Wife                                          | RTL-TVI VijfTV                                   |
| Brésil                 | 9 novembre 2009                              | The Good Wife - Pelo Direito de Recomeçar              | Universal Channel                                |
| Bulgarie               | 24 janvier 2010                              |                                                        | Hallmark Channel TV7                             |
| Canada                 | 22 septembre 2009                            | Une femme exemplaire                                   | Global (anglais) V (français) Séries+ (français) |
| Costa Rica             | 2010                                         | The Good Wife                                          | Teletica                                         |
| Chypre                 |                                              |                                                        | CyBC                                             |
| Croatie                | 4 janvier 2011                               | Dobra žena ("Good Wife" en Croate)                     | HRT Universal Channel                            |
| Danemark               | 2010                                         |                                                        | TV2                                              |
| République dominicaine |                                              |                                                        | Universal Channel                                |
| Finlande               | 31 mai 2010                                  | Good Wife                                              | Nelonen                                          |
| France                 | 4 février 2011                               | The Good Wife                                          | M6 Téva Chérie 25                                |
| Grèce                  | 28 octobre 2010                              |                                                        | Skai TV                                          |
| Hong Kong              | 22 avril 2010                                |                                                        | TVB Pearl                                        |
| Hongrie                | 24 janvier 2010                              | A férjem védelmében ("Sous la protection de mon mari") | TV2 Universal Channel                            |
| Irlande                | 15 mars 2010                                 |                                                        | RTÉ Two                                          |
| Israël                 |                                              |                                                        | Yes                                              |
| Italie                 | 9 octobre 2010                               |                                                        | Rai 2 Fox Life                                   |
| Japon                  | 5 octobre 2010                               |                                                        | NHK                                              |
| Malaisie               | Janvier 2009                                 |                                                        | DIVA                                             |
| Mexique                |                                              |                                                        | Universal Channel                                |
| Norvège                | 10 mars 2010                                 |                                                        | TV2                                              |
| Nouvelle-Zélande       | Février 2010                                 |                                                        | TV3                                              |
| Panama                 |                                              |                                                        | Universal Channel                                |
| Pays-Bas               | 1er janvier 2010                             |                                                        | NET 5                                            |
| Philippines            | 8 juillet 2010                               |                                                        | Velvet Diva Universal                            |
| Pologne                | 20 janvier 2010                              | Żona idealna ("Une femme parfaite").                   | 13e Rue                                          |
| Portugal               | 14 septembre 2010                            |                                                        | Fox Life                                         |
| Roumanie               | 2010                                         | Soţia perfectă ("The Good Wife")                       | DIVA                                             |
| Royaume-Uni            | 25 janvier 2010                              | The Good Wife                                          | Channel 4 More4                                  |
| Russie                 | 2010                                         |                                                        | Domashny                                         |
| Serbie                 |                                              |                                                        | Universal Channel                                |
| Singapour              | Janvier 2010                                 |                                                        | Hallmark Channel                                 |
| Slovaquie              | 22 août 2010                                 | Good Wife                                              | TV JOJ                                           |
| Slovénie               | 7 septembre 2010                             |                                                        | Universal Channel POP Brio                       |
| Suède                  | 13 avril 2010                                |                                                        | TV4                                              |
| Suisse                 | 14 novembre 2012 5 novembre 2010 3 mars 2010 |                                                        | RTS Un (Français) RSI La 1 (Italien)             |
| Taïwan                 | 1er septembre 2010                           |                                                        | Diva Universal PTS & HiHD                        |
| Thaïlande              | Janvier 2010                                 |                                                        | Hallmark Channel                                 |
| Turquie                | 22 janvier 2010                              |                                                        | Dizimax                                          |
| Uruguay                |                                              |                                                        | Universal Channel                                |
| Venezuela              |                                              |                                                        | Universal Channel                                |

## Épisodes
| Saison | Saison | Nombre d'épisodes | Horaire         | Diffusion originale | Diffusion originale | Audiences (en millions) | Audiences (en millions) | Date de sortie en DVD | Date de sortie en DVD | Date de sortie en DVD |
| Saison | Saison | Nombre d'épisodes | Horaire         | Début de saison     | Fin de saison       | États-Unis              | France                  | États-Unis            | France                | Disques               |
| ------ | ------ | ----------------- | --------------- | ------------------- | ------------------- | ----------------------- | ----------------------- | --------------------- | --------------------- | --------------------- |
|        | 1      | 23                | Mardi à 22 h    | 22 septembre 2009   | 25 mai 2010         | 13,12                   | 2,30                    | 14 septembre 2010     | 29 mars 2011          | 6                     |
|        | 2      | 23                | Mardi à 22 h    | 28 septembre 2010   | 17 mai 2011         | 13,00                   | 2,11                    | 13 septembre 2011     | 15 février 2012       | 6                     |
|        | 3      | 22                | Dimanche à 21 h | 25 septembre 2011   | 29 avril 2012       | 11,83                   | TBA                     | 4 septembre 2012      | 18 septembre 2013     | 6                     |
|        | 4      | 22                | Dimanche à 21 h | 30 septembre 2012   | 28 avril 2013       | 10,98                   | TBA                     | 20 août 2013          | 10 septembre 2014     | 6                     |
|        | 5      | 22                | Dimanche à 21 h | 29 septembre 2013   | 18 mai 2014         | 11,43                   | TBA                     | 19 août 2014          | 2 septembre 2015      | 6                     |
|        | 6      | 22                | Dimanche à 21 h | 21 septembre 2014   | 10 mai 2015         | 12,17                   | TBA                     | 14 septembre 2015     | 6 septembre 2016      | 6                     |
|        | 7      | 22                | Dimanche à 21 h | 4 octobre 2015      | 8 mai 2016          | 10.84                   | TBA                     | 20 septembre 2016     | 5 septembre 2017      | 6                     |

Notes :
- Le titre des épisodes (en anglais) comporte un nombre de mots égal au numéro de la saison, excepté à partir de la saison 5 pour laquelle ce nombre diminue progressivement jusqu'à 1 pour la saison 7. Ceci annonçant la saison finale et donc la fin de la série.
- Définition de TBA : De l'anglais "To be announced", utilisé pour qualifier une œuvre artistique dont la sortie est prévue mais dont le titre n'est pas encore connu

## Univers de la série

### Personnages

#### Personnages principaux
Alicia Florrick
Femme de Peter Florrick, un procureur mis en prison pour suspicion de corruption et mensonge sous serment (perjury). Alicia, qui avait été mère au foyer pendant plus de dix ans, reprend son ancien travail d'avocate chez Stern, Lockhart & Gardner après le scandale causé par son mari qui l'a laissée sans aucun revenu. Alicia et Peter ont deux enfants, Grace et Zach. Elle a un frère, gay tout à fait assumé et heureux de l'être, et dont elle est très proche. Celui-ci a plutôt insisté pour qu'elle se sépare de son mari. Ce dernier, finit par être innocenté mais ne parvient pas à regagner la confiance d'Alicia qui finit par avoir une aventure avec Will Gardner, l'un de ses supérieurs au cabinet, mais qu'elle doit quitter à contrecœur. Elle a décidé de vivre séparée de Peter, mais couche avec lui plus ou moins régulièrement, sur des impulsions. À la fin de la troisième saison, il annonce sa candidature pour le poste de gouverneur de l'Illinois ; Alicia est extrêmement réticente mais ne le soutient que par devoir. Elle exige de Peter et Eli Gold, son directeur de campagne, que ses enfants soient protégés, et donc tenus totalement à l'écart de la campagne, ce qui va s'avérer impossible à tenir. Non seulement du fait des opposants à Peter, ou des manigances d'Eli, mais surtout de la volonté de ses enfants, notamment Zach, de soutenir leur père. À l'occasion de la primaire démocrate, alors qu'Eli la presse de dire, ou au moins de laisser entendre qu'elle croit en Dieu, elle tergiverse, puis finit par déclarer dans une interview qu'elle est athée, même si cela doit embarrasser Peter.
Will Gardner
Ancien ami d'Alicia de l'université de Georgetown, il est l'un des trois associés du cabinet où Alicia travaille. De tous les associés du cabinet, Gardner est le plus respectueux de l'éthique, et il semble animé d'une vraie empathie pour les personnes qu'il défend, à la différence, par exemple de David Lee, le spécialiste des divorces, qui n'est intéressé que par l'argent et s'en vante avec cynisme. Bien qu'il partage les mêmes opinions de gauche que Diane Lockhart, il ne s'implique pas vraiment dans la politique, à la différence de celle-ci. Durant la troisième saison, Will et Alicia ont une liaison. Les autres associés exercent de fortes pressions pour qu'ils y mettent un terme et ils finissent par obtempérer. Will perd le droit d'exercer le droit pendant six mois après un scandale de corruption vieux de quinze ans, ressorti par Wendy Scott-Carr, adjointe du procureur, qui mène une vendetta contre tout ce qui touche de près ou de loin à Peter Florrick. Tout comme Alicia, Will a du mal à surmonter leur rupture forcée, et ils recouchent ensemble une fois. Après cet « accident », Alicia fait de son mieux pour l'éviter.
Kalinda Sharma
Enquêtrice privée pour le cabinet, elle a travaillé auparavant pour Peter durant deux ans. Peter l'a virée en l'accusant de travailler pour deux employeurs, lui et Childs, son grand rival. Elle est d'origine indienne et s'appelait Leela Tahiri. Kalinda travaille souvent avec Alicia, et elles étaient devenues amies avant qu'Alicia ne découvre qu'elle avait eu une (très brève) liaison avec son mari dans le passé. Elle est cynique, violente, misanthrope et… bisexuelle. Kalinda se moque de savoir si le client est coupable ou non ; elle est très douée pour obtenir des résultats ; ses méthodes ne sont pas toujours ni très légales, ni très éthiques (il lui est arrivé de dissimuler des preuves au cours de certaines affaires). Elle use de ses charmes physiques sans aucun scrupule, et instrumentalise ses amants, comme ses amantes, pour faire avancer sa position. Ses enquêtes ont souvent aidé les avocats du cabinet à gagner leurs procès. Au début de la saison 4 elle est harcelée par son ex-mari et finit par s'en débarrasser sans qu'on sache vraiment si celui-ci est mort, tué par elle, ou s'il a quitté la ville sous la menace. La seule personne pour laquelle elle semble vouer une vraie affection est Alicia, et elle se mettra gravement en danger pour la protéger, ainsi que sa famille, en faisant en sorte qu'Alicia n'en sache rien. Elle aura une relation avec un personnage très récurrent l'agent du FBI Lana Delaney, mais cette relation semble très ambiguë on dirait que Kalinda se sert de Lana pour des informations. Cette relation ne sera point très durable avec le départ des deux personnages à la saison 6.
Diane Lockhart
Une des associés principales du cabinet. Elle cherche à promouvoir les droits des femmes et leurs intérêts dans la société civile. Elle est de gauche (libéral), proche de Hillary Clinton, et a beaucoup d'opinions tranchées sur plusieurs sujets controversés aux États-Unis, comme la guerre en Irak, l'interdiction des armes et l'avortement. Célibataire, sans attache connue, ni masculine, ni féminine, elle a cependant eu une liaison avec un expert en balistique, malgré ses réticences dues à l'admiration de celui-ci pour Sarah Palin, qu'elle considère comme le diable incarné. Mise à part cette aventure, elle ne mentionne jamais sa vie privée, si ce n'est pour suggérer, par allusion, qu'elle en a une, plutôt satisfaisante, mais totalement en dehors de la sphère du cabinet. Bien que son éthique soit le plus souvent irréprochable, elle est obligée d'avoir recours à des méthodes peu avouables lorsque le cabinet est en danger de faillite dans la quatrième saison.
Cary Agos
Dans la première saison, Cary est, comme Alicia, un collaborateur junior chez Lockhart & Gardner. Dans le premier épisode, il est révélé qu'il n'y a qu'un seul poste permanent en jeu, ce qui le met en compétition directe avec Alicia. À la fin de la saison, le cabinet embauche Alicia à titre définitif, et Cary, mortifié, s'en va mais est recruté sur-le-champ par le bureau du procureur. Il devient ensuite adjoint du procureur, d'abord pour l'adversaire de Peter Florrick, puis pour Peter lui-même, qui le reconduit dans ses fonctions. Durant la troisième saison, il est rétrogradé à la suite d’une <fraternisation> avec une de ses subordonnés, il accepte donc l'offre de retourner travailler chez Lockhart & Gardner. Il entame par la suite une relation ambiguë et presque sexuelle, avec Kalinda, bien que naisse réciproquement un attachement.
Il nourrit un fort ressentiment à l'égard de son père, lobbyiste, qui l’a mit à la porte lorsqu’il avait 18 ans. Sa relation avec Alicia, d'une compétence égale, mais plus âgée que lui d'au moins dix ans, est d'autant plus compliquée qu'il l'admire mais se voit à deux reprises mis en concurrence avec elle, à chaque fois à son détriment.
Eli Gold
Consultant de Peter pour sa campagne, séparé de sa femme, il a une fille Marissa, qui part vivre en Israël. Il aide Alicia à garder son travail chez Lockhart & Gardner en apportant des clients pour le cabinet. Très compétent et d'une redoutable habileté politique, il est cependant en butte à de sérieuses inimitiés au sein du Parti démocrate, archi-dominant à Chicago. Bien qu'il semble avoir des idées politiques assez structurées, il ne s'embarrasse guère de scrupules pour faire élire les candidats qu'il soutient, ce qui l'amène à entrer en conflit avec Alicia. Son personnage, dans les deux premières saisons, est un décalque assumé de Rahm Emanuel, directeur du cabinet de Barack Obama, devenu maire de Chicago en 2010.
Zachary (Zach) et Grace Florrick
Les enfants d'Alicia et Peter. Zach met ses parents en difficulté à plusieurs reprises du fait de ses petites amies qu'il semble choisir avec un invraisemblable manque de discernement. À la différence de Zach, qui n'a aucun conflit de loyauté, Grace est perturbée par l'idée de devoir choisir entre ses parents. Elle possède au début de la série un comportement erratique, se fait manipuler par sa grand-mère paternelle et semble tomber sous l'emprise d'un jeune pasteur charismatique. Elle devient par la suite croyante, au grand étonnement de sa mère et de sa grand-mère maternelle.
Peter Florrick
Mari d’Alicia, il est l'actuel, mais aussi l'ancien procureur du comté de Cook. Il a été emprisonné pour suspicion de corruption et parjure, du fait de son addiction sexuelle aux prostituées. Durant son procès, il est révélé qu'il est plus impliqué qu'il ne l'avait reconnu dans une affaire de prostitution. Cependant il parvient à faire rejeter le témoignage de la call girl qui l'accusait par une manœuvre procédurière qui ne trompe pas Alicia sur la réalité des faits. Dans la première saison, Peter est libéré de prison, avec l'obligation de porter sur lui un bracelet électronique, mais sera innocenté de toutes les accusations après. Durant la deuxième saison, il retrouve sa charge de procureur qu'il exerce avec honnêteté et compétence, tout en étant en butte au travail de sape d'une de ses collaboratrices, Wendy Scott-Carr, qu'il avait battue lors de son élection et dont il n'avait pas osé se séparer. Il finit par la licencier parce qu'elle a tenté d'incriminer Alicia en menant une instruction contre Will. À la fin de la troisième saison, il annonce sa candidature pour le poste du gouverneur de l'Illinois.

#### Personnages récurrents
Jackie Florrick
La mère de Peter. Elle ne croit pas à la culpabilité de son fils et espère qu'Alicia lui pardonnera ses erreurs. Elle essaye régulièrement de s'immiscer dans la vie familiale des Florrick, ce qui agace fortement Alicia.
Glenn Childs
Ancien procureur du comté de Cook. Il est responsable de la fuite d'une sextape de Peter Florrick auprès des médias. Il a pris la place de Peter après la mise en examen de celui-ci.
Derrick Bond
Un nouvel associé au cabinet Lockhart & Gardner. Il a essayé de nuire à la relation entre Will et Diane, ce qui a amené Diane à envisager de fonder son propre cabinet. Son plan a échoué lorsque Will et Diane l'ont démasqué et ont fait voter le conseil d'administration du cabinet pour sa démission.
Wendy Scott-Carr
L'une des trois candidats pour le poste de procureur avec Childs et Florrick. Elle réapparaît dans la troisième saison en tant que procureur spécial, engagée par Florrick pour enquêter sur Will Gardner.
Blake Calamar
Un autre enquêteur privé pour le cabinet et qui est en compétition avec Kalinda. Il a découvert l'ancienne identité de Kalinda (elle s'appelait à l'origine Leela Tahiri, et Peter l'a aidée à en changer). Kalinda l'oblige à quitter la ville après cette révélation.
Lana Delaney
Elle est un personnage très récurrent qui apparaît pour la première fois dans l'épisode 8 de la première saison et disparaît après le milieu de la saison 6.
C'est un agent très spécial du F.B.I., qui aime son boulot et n'aime pas le faux. Elle va longtemps tenter de charmer Kalinda avant de réussir à fonder une relation. Lana aime sérieusement Kalinda, mais elle est convaincue que celle-ci ne vient à elle qu'en cas de service à lui demander, ce qui semblera évident tout au long de la série. Elle est prête à tout pour arrêter les criminels et surtout le grand trafiquant de drogue Lemond Bishop, qui emploie sa petite amie. Elle est également dévouée à Kalinda, mais elle souffre intérieurement du fait que cela ne serait qu'un passe-temps pour celle-ci. La série nous laisse sans suite face à cette histoire d'amour plutôt bien faite.

## Accueil

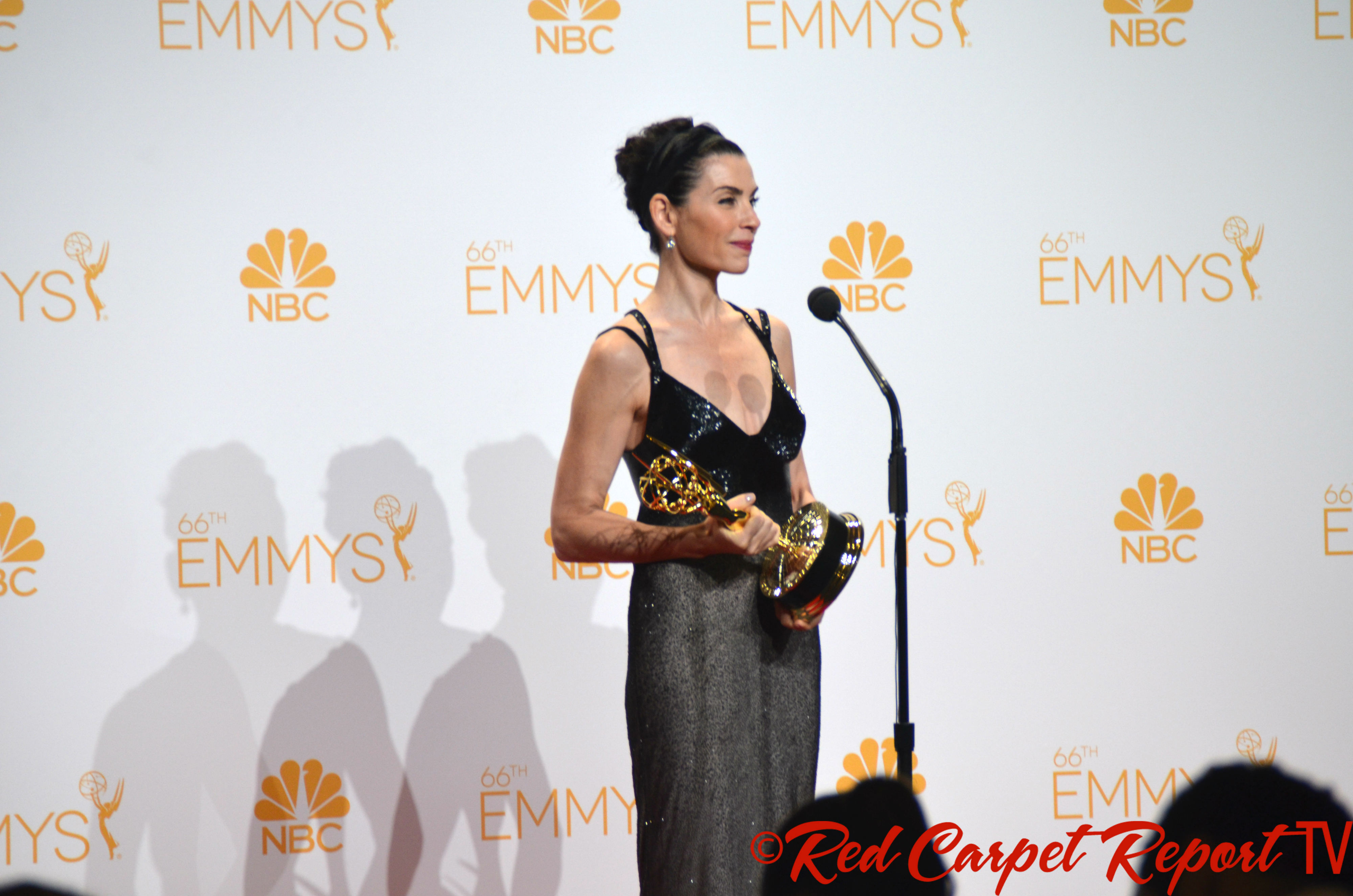
L'actrice principale Julianna Margulies, avec son second Primetime Emmy Award de la meilleure actrice dans une série télévisée dramatique en 2014.

### Réception critique
La première saison de la série a été bien reçue par les critiques. Sur le site Metacritic, elle obtient une note de 76 sur 100 basée sur 26 critiques. Plusieurs critiques ont approuvé la performance de l'actrice Julianna Margulies,.
La deuxième saison a été beaucoup mieux reçue que la première. Elle obtient un score de 89 sur 100 sur Metacritic. James Poniewozik de Time Magazine l'a classé dans le Top 10 des séries de l'année 2010 et 2011. The Salt Lake Tribune a édité une liste de 10 meilleures séries de l'année 2011, et The Good Wife fut classée à la troisième place.

### Distinctions
La série a été nommée pour plusieurs récompenses et en a remporté sept : deux Emmy Awards, un Golden Globe, un Peabody Awards, deux Screen Actors Guild Awards et un Television Critics Association Awards. L'actrice Julianna Margulies a été nommée pour neuf récompenses et en a remporté cinq.
- American Film Institute Awards 2013 : les dix meilleures séries télévisées de l'année.